# 佐世保地域広域市町村圏組合
佐世保地域広域市町村圏組合（させぼちいきこういきしちょうそんけんくみあい）は、1995年から2009年まで存在した長崎県北部の2市5町によって構成される一部事務組合（特別地方公共団体）である。事務局の所在地は佐世保市花園町101番地1（佐世保市ふれあいセンター内）。組合管理者は佐世保市長が務めていた。

## 概要
佐世保市ほか1市13町による「佐世保広域市町村圏」が1972年（昭和47年）4月に設置され、その後1994年（平成6年）に「地方拠点都市区域」に指定されたことを受け、圏域全体に係る事業の推進のために1995年（平成7年）7月25日に当組合が発足した。広域市町村圏振興整備措置要綱による広域行政圏計画の策定や構成市町による観光・物産等の共同宣伝やイベント開催等を行っていた。なお、消防業務については広域消防の範囲は当組合構成市町と同じだが、業務は佐世保市に他の各市町が委託する形となっており、当組合では扱われなかった。
2009年（平成21年）3月31日限りで解散し、2019年（平成31年）に連携中枢都市圏構想に基づく『西九州させぼ広域都市圏』が発足した。

### 構成市町
- 佐世保市
- 西海市
- 北松浦郡
  - 佐々町
  - 小値賀町
- 東彼杵郡
  - 波佐見町
  - 川棚町
  - 東彼杵町

発足時は1市13町であったが市町村合併で2006年3月31日より上記の構成市町となった。